# Galebi
Galébi (znanstveno ime Laridae) so družina ptic iz reda pobrežnikov (Charadriiformes), ki vključujejo galebe, njorke, čigre in škarjekljune. Družina vključuje 100 vrst v 22 rodovih. To je skupina ptic, ki se dobro prilagajajo različnim okoljem, večinoma so letalke in so razširjene so po celem svetu.
So robustni ptiči s plavalnimi nogami, dolgimi koničastimi perutnicami, močnim, kljukastim kljunom, rep pa je navadno ravno odrezan. Barve so v glavnem bele, sive in črne. Hranijo se predvsem z organskimi ostanki. Spola sta enaka, pri mladičih prevladuje rjava barva. Mladiči velikih vrst se popolno prebarvajo šele po nekaj letih in dobijo perje odraslih. Gnezdijo kolonijsko. Znesejo 2 ali 3 jajca.

## Taksonomija
Družino Laridae je (kot Laridia) uvedel francoski polihistor Constantine Samuel Rafinesque leta 1815. Zgodovinsko je bila družina Laridae omejena zgolj na galebe, medtem ko so bile čigre umeščene v ločeno družino Sternidae, škarjekljuni pa v tretjo družino, Rynchopidae. Nodiji (rod Anous) so bili tradicionalno vključeni v družino Sternidae. Leta 1990 sta Charles Sibley in Jon Ahlquist vključila v širše opredeljeno družino Laridae tudi njorke in govnačke.
Molekularna filogenetska raziskava, ki jo je leta 2007 objavi Baker s sodelavci, je pokazala, da nodiji iz rodu Anous tvorijo  sestrsko skupino kladu, ki vključuje galebe, škarjekljune in ostale čigre. Da bi oblikovali monofiletsko skupino, so družino Laridae razširili tako, da vključuje tudi rodove, ki so bili prej uvrščeni v družini Sternidae in Rynchopidae.
Baker in sodelavci so ugotovili, da se je linija Laridae ločila od linije, iz katere so se razvili tako družina govnačk (Stercorariidae) in njork (Alcidae), še pred koncem krede, v obdobju dinozavrov. Prav tako so ugotovili, da so se pripadniki družine Laridae začeli širiti že v zgodnjem paleocenu, pred približno 60 milijoni let. Nemški paleontolog Gerald Mayr je izrazil dvom o veljavnosti teh zgodnjih datumov in nakazal, da so bile pri umerjanju molekularnih podatkov uporabljene neustrezne fosilne najdbe. Najstarejši fosili iz reda ptičev Charadriiformes (pobrežniki) namreč izvirajo šele iz poznega eocena, približno pred 35 milijoni let.
Anders Ödeen s sodelavci je raziskoval razvoj ultravijoličnega vida pri obalnih pticah, tako da je pri različnih vrstah iskal SWS1 gen; saj so bili galebi edine znane obalne ptice, pri katerih se je ta lastnost razvila. Ugotovili so, da je bil ta gen prisoten pri linijah galebov, škarjekljunov in nodijev, ne pa tudi pri čigrah. Nodije so obenem uvrstili med zgodnje razvite linije, čeprav dokazi niso bili prepričljivi.

### Rodovi
- Poddružina Anoinae (nodiji)[a]
  - Rod Anous (5 vrst)
- Poddružina Gyginae (bele čigre)
  - Rod Gygis (1 ali 2 vrsti)[b]
- Poddružina Rynchopinae (škarjekljuni)
  - Rod Rynchops (3 vrste)
- Poddružina Larinae (galebi)
  - Rod Creagrus (črno-beli galeb)
  - Rod |Rissa  (2 vrsti)
  - Rod Pagophila (beli galeb)
  - Rod Xema (Lastovičji galeb)
  - Rod Saundersilarus (Saundersov galeb)
  - Rod Chroicocephalus (11 vrst)
  - Rod Hydrocoloeus (mali galeb)
  - Rod Rhodostethia (rožnati galeb)
  - Rod Leucophaeus (5 vrst)
  - Rod Ichthyaetus (6 vrst)
  - Rod Larus (25 vrst)
- Poddružina Sterninae (čigre)
  - Rod Gelochelidon (2 vrsti)
  - Rod Hydroprogne (kaspijska čigra)
  - Rod Thalasseus (8 vrst)
  - Rod Sternula (7 species)
  - Rod Onychoprion (4 vrste)
  - Rod Sterna (13 vrst)
  - Rod Chlidonias (4 vrste)
  - Rod Phaetusa (velikokljuna čigra)
  - Rod Larosterna (indijanska čigra)

## Distribucija in habitat
Ptice iz družine Laridae so razširjene po vsem svetu. Eden od glavnih razlogov za to je verjetno njihova velika prilagodljivost. Večina današnjih vrst leti veliko bolje kot njihovi predniki, ki so bili verjetno podobnejši obliki obalnih ptic.